# Jan Klecha

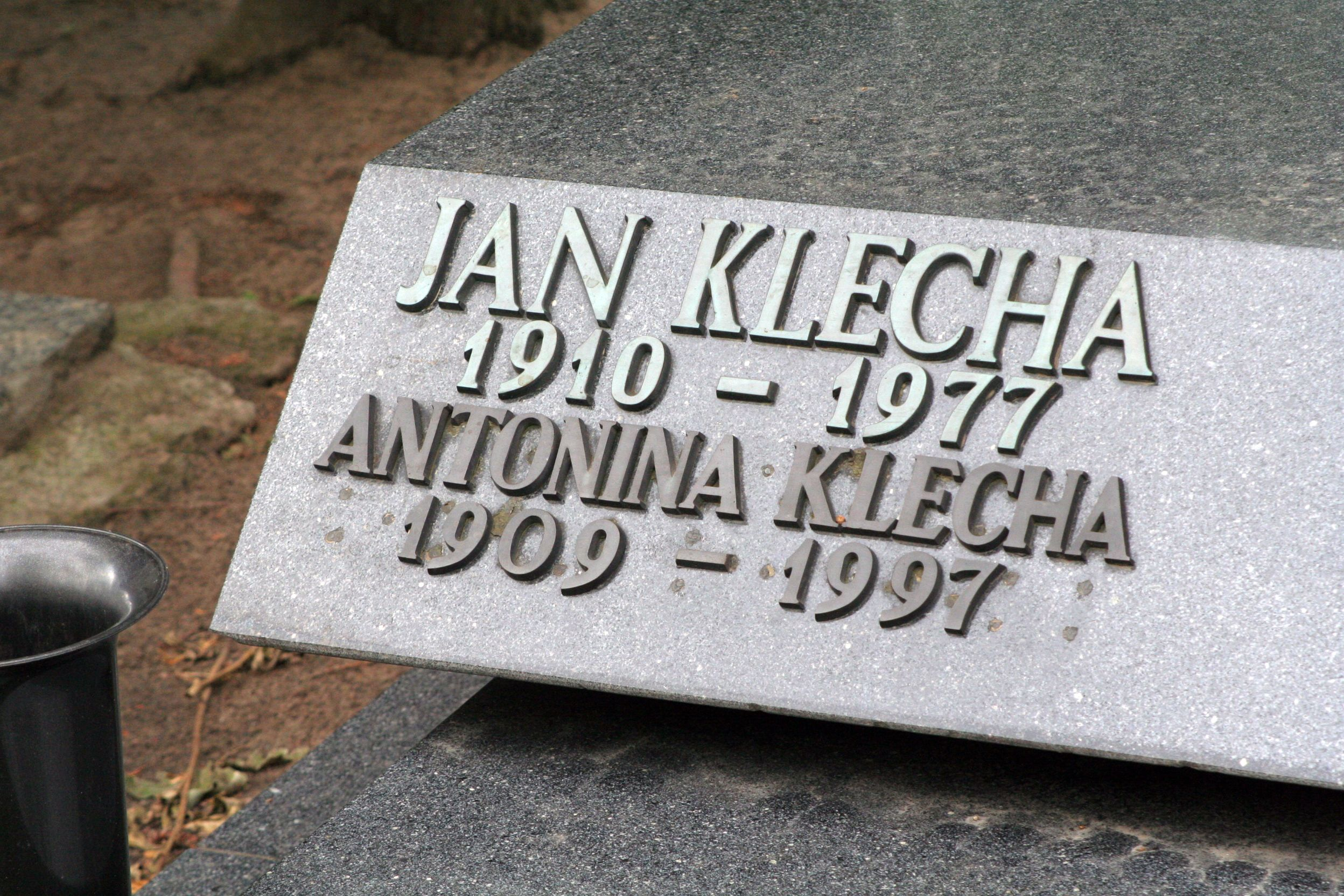
Grób Jana Klechy na Cmentarzu Wojskowym na Powązkach w Warszawie

Jan Klecha, pseud. Filozof, Stary (ur. 1 maja 1910 w Zielonce Górnej, zm. 5 października 1977) – działacz komunistyczny, poseł na Sejm Ustawodawczy oraz Sejm PRL I, III, IV, V i VI kadencji. Budowniczy Polski Ludowej.

## Życiorys
Syn Adama i Antoniny. Po ukończeniu szkoły powszechnej (w latach 1926–1942) pracował w rodzinnym gospodarstwie. W okresie przedwojennym działał w Niezależnej Partii Chłopskiej, Zjednoczeniu Lewicy Chłopskiej „Samopomoc” i od 1930 do 1938 w Komunistycznej Partii Polski, w której był sekretarzem Komitetu Gminnego w rodzinnej wsi i członkiem Komitetu Powiatowego KPP w Janowie Lubelskim. W latach 1937–1939 pełnił funkcję prezesa Spółdzielni Spożywców „Świt” w Rzeczycy Ziemiańskiej. Od 1942 należał do Polskiej Partii Robotniczej. Do 1944 prowadził działalność konspiracyjną także w Armii Ludowej i Gwardii Ludowej. Od lipca 1944 do 1946 był I sekretarzem Komitetu Powiatowego PPR w Kraśniku. W styczniu 1945 został pełnomocnikiem Komitetu Centralnego partii na trzy powiaty na Mazowszu. W 1945 odbył trzymiesięczny kurs w Centralnej Szkole PPR w Łodzi. W grudniu 1945 był delegatem na I Zjazd PPR. W latach 1946–1950 kierownik Wydziału Rolnego Komitetu Wojewódzkiego PPR i (od 1948) Polskiej Zjednoczonej Partii Robotniczej w Lublinie. Był także członkiem egzekutywy KW oraz przewodniczącym Wojewódzkiej Komisji Rolnej i Zarządu Wojewódzkiego Związku Gminnych Spółdzielni „Samopomoc Chłopska” w Lublinie. Od 1947 do 1952 był posłem na Sejm Ustawodawczy z okręgu nr 17 (Chełm). W latach 1952–1956 (ponownie z okręgu chełmskiego) i 1961–1976 (z okręgu kraśnickiego) pełnił mandat posła na Sejm PRL I, III, IV, V i VI kadencji. Był delegatem na siedem pierwszych zjazdów PZPR. Od marca 1950 do stycznia 1953 i od kwietnia 1957 do kwietnia 1973 zastępca kierownika Wydziału Rolnego Komitetu Centralnego PZPR. Był I sekretarzem KW PZPR w Olsztynie od stycznia 1953 do października 1956. W latach 1954–1959 zastępca członka, następnie do 1964 członek KC. W czerwcu 1964 został członkiem Centralnej Komisji Rewizyjnej PZPR. Od 1973 na emeryturze. Od grudnia 1975 do końca życia zasiadał w Centralnej Komisji Kontroli Partyjnej PZPR.
Żonaty z Antoniną z domu Pyrzyną (1909–1997). Został pochowany z honorami 10 października 1977 na Cmentarzu Komunalnym na Powązkach (kwatera B4-tuje-21). W pogrzebie uczestniczyli członkowie kierownictwa PZPR, w tym Kazimierz Barcikowski, Józef Pińkowski, Arkadiusz Łaszewicz oraz kierownik Wydziału Rolnictwa KC PZPR Jerzy Wojtecki, który wygłosił przemówienie pożegnalne.
Był odznaczony m.in. Orderem Budowniczych Polski Ludowej (1972) oraz Orderem Sztandaru Pracy I (1964) i II klasy.